# Johann und Pfiffikus
Johann und Pfiffikus (frz. Johan et Pirlouit, in älteren deutschen Publikationen des Comicverlegers Rolf Kauka auch übersetzt als Prinz Edelhart und Kukuruz) sind die Titelhelden einer im Mittelalter spielenden Comic-Reihe des belgischen Zeichners Peyo (Pierre Culliford, 1928–1992). In Erinnerung blieb die Reihe nicht zuletzt durch die Einführung der Schlümpfe, zunächst als Nebenfiguren.

## Veröffentlichungsgeschichte in Belgien und Frankreich
Seinen ersten Auftritt hatte Johann am 11. April 1946 in einem wortlosen Strip in der belgischen Zeitung La Dernière Heure. Es folgten weitere Strips und im Jahr 1947 zwei kürzere Fortsetzungsgeschichten. Für die Zeitung Le Soir entstanden 1951/52 zwei weitere kurze Fortsetzungen, die erste davon ein Remake der zweiten aus La Dernière Heure. Mit einer albenlangen und erstmals kolorierten Fortsetzungsgeschichte debütierte die Serie schließlich am 11. September 1952 im Magazin Spirou. Ab 1954 erschienen die Abenteuer auch im Albumformat, zunächst als Une Aventure de Johan, Band 4 als Une Aventure de Johan et Pirlouit, ab Band 5 als Johan et Pirlouit. Nach dem großen Erfolg der Nebenfiguren Die Schlümpfe (frz.Les Schtroumpfs) schuf Peyo deren eigene Serie und stellte 1970 die Arbeit an Johann und Pfiffikus ein (1977 folgte noch ein Dreiseiter mit Pfiffikus). Erst seit Peyos Tod († 1992) wird die Reihe von Peyos Sohn Thierry Culliford (* 1955) mit Yvan Delporte (1927–2007), Alain Maury (* 1958) und Luc Parthoens (* 1964) im Studio Peyo fortgeführt.

## Hauptfiguren
Die Handlung spielt an einem Königshof in einer romantisierten Fantasy-Ritterzeit. In dieser Welt sind Magie und Zauberei nichts Ungewöhnliches; die mittelalterliche Welt wird durch reale Elemente wie Wikinger, Mongolen und Kreuzfahrer abgerundet.
Johann (frz. Johan, bei Kauka: Prinz Edelhart) ist ein Edelknabe (frz. Page) am Hofe eines Königs. In La Dernière Heure hatte sein Aussehen noch nichts mit dem späteren Helden gemein, in Le Soir kam er ihm in puncto Frisur und Statur schon weit näher, aber erst in Spirou erhielt er seine schwarze Haarfarbe. Johann steht im Dienste eines namentlich nicht näher gekennzeichneten Königs (frz. Le Roi), der schon in einigen der frühesten Gags von 1946 sein Herr und Gebieter gewesen war. Für ihn übernimmt er viele Aufgaben: Spion in feindlicher Burg, Königsbote, Begleiter von Eskorten – nichts schreckt den furchtlosen Abenteurer mit dem ritterlichen Herzen ab. Wiederkehrende Nebenfiguren, die ebenfalls am Hofe des Königs leben, sind Graf Friedburg, der Haushofmeister und die meist etwas griesgrämige Hofdame Frau Amanda. Über Johanns familiären Hintergründe erfährt der Leser nichts. Einen treuen Freund und Begleiter findet er 1954 in der dritten albenlangen Geschichte (Le Lutin du bois aux roches, dt. Der Kobold vom Felsenwald) in Pfiffikus. Als Page und Schildknappe ist Johann kampferfahren, geübt im Umgang mit Schwertern und ein geschickter Reiter. Sein Ideenreichtum rettet ihn und seine Begleiter aus manch schwieriger Lage. Er ist stets hilfsbereit, hat eine gute Intuition und einen ausgeprägten Gerechtigkeitssinn, was sie, zu Pfiffikus’ Leidwesen, nicht selten in Abenteuer führt.
Pfiffikus (frz. Pirlouit, Kauka: Kukuruz) ist ein kleinwüchsiger Kerl, der nach schwerer Kindheit und vielem Schabernack durch Johann eine feste Bleibe im Königsschloss und eine Beschäftigung als Hofnarr findet. Er ist ein Genussmensch: Gerne schläft er lange, isst unmäßig viel, säuft bis zur Trunkenheit und glaubt an seine Begabung als Musiker. Immer wieder versucht er sich auch als Zauberlehrling, wobei ihm sogar die Herstellung eines Steins der Weisen gelingt, der Gold in Blei verwandeln kann (Le Sortilège du Maltrochu, dt. „Der Zauber von Schwarzenfels“). Auch wenn seine Musik alle Umstehenden nervt und bisweilen sogar das Wetter beeinflusst, zeigt er sich im Abenteuer als mutiger Recke, der seinem Freund beisteht und ihn im Rahmen seiner Möglichkeiten unterstützt. Dabei zeigt sich nicht selten, dass in ihm enorme Kräfte und zuweilen auch cholerische Züge stecken. Pfiffikus trägt als Kopfbedeckung meist einen roten Fez ohne Quaste, der seinen exotischen Hintergrund unterstreicht. Im Grunde befürwortet Pfiffikus die gleichen moralischen Prinzipien wie Johann, doch da die daraus resultierenden Abenteuer die Freunde nicht selten langen unbequemen Reisen, gefährlichen Situationen und Anfeindungen aussetzen ist er meist nicht begeistert, wenn Johann sich, seiner Meinung nach, in fremde Angelegenheiten einmischt.
Pfiffikus hat in der schwarzen Ziege Ricki bzw. Lottemie (frz. Biquette; Kauka: Ricki) ein ausgefallenes Reittier und eine starke Kampfgefährtin, die immer wieder Bösewichter auf die Hörner nimmt.
Etwas abgelegen vom Königsschloss (Oliver erwähnt in seinem ersten Auftritt, dass er und sein Meister in der Nähe des Ortes Weißenfels leben.) lebt in einem allein stehenden Haus der Zauberer Omnibus (frz. Homnibus) mit seinem Gehilfen Oliver (frz. Olivier). Johann und Pfiffikus lernen ihn 1955 in der vierten albenlangen Geschichte La Pierre de Lune (dt. Der Stein der Weisen) als weltfremden, cholerischen Gelehrten kennen, schätzen ihn aber später als wichtigen Ratgeber in Fragen der Zauberei. Omnibus stellt für die beiden Abenteurer 1958 in La Flute à six trous die Verbindung ins Verwünschte Land her, um das Geheimnis der Zauberflöte zu lüften.
Im Verwünschten Land treffen Johann und Pfiffikus 1958 im neunten langen Abenteuer auf eine Gruppe kleiner blauer Wichtel in weißen Strumpfhosen mit weißen Zipfelmützen, die eine ungewöhnliche Sprache sprechen: Die hilfsbereiten Schlümpfe (frz. Les Schtroumpfs) leben in einem Dorf mit Häusern aus Pilzen. Ihr väterlicher Anführer ist der Große Schlumpf, der als einziger rote Kleidung trägt und mit einem wallenden Bart erscheint. Die Schlümpfe reisen auf Störchen in die Ritterwelt von Johann und Pfiffikus, um ihnen bei einigen Abenteuern hilfreich zur Seite zu stehen. Von Anfang an waren die kleinen Wichtel so beliebt, dass sie schnell ihre eigene Mini-Serie erhielten, während die Abenteuer von Johann und Pfiffikus schließlich nicht weitergeführt wurden.

## Veröffentlichungen in Deutschland
In Deutschland erschien die Reihe erstmals ab 1968 unter dem Titel Prinz Edelhart und Kukuruz in den Fix-und-Foxi-Heften sowie anderen Publikationen des Kauka-Verlags.
1979 begann der Carlsen Verlag die Publikation der Serie unter dem Titel Johann und Pfiffikus in handgeletterten Alben. Der Verlag veröffentlichte nacheinander zwei Albenreihen, die nicht nummerngleich sind. Von 1979 bis 1987 wurden elf Bände publiziert, von 1994 bis 2002 die vollständige Reihe als 13 Alben und vier Classic-Bände. Zur zweiten Reihe existiert abgesehen von den letzten beiden Alben neben der Softcoverausgabe eine Hardcoverausgabe, namentlich für Bibliotheken.
In den Jahren 2011/12 veröffentlichte der Toonfish-Verlag alle albenlangen Abenteuer und Kurzgeschichten in einer fünfbändigen Gesamtausgabe.
| 1954  | 1  | Le châtiment de Basenhau     | –  | C1 | Basenbergs Racheschwur            |
| 1954  | 2  | Le Maître de Roucybeuf       | –  | C2 | Der Herrscher von Burg Eckstein   |
| 1955  | 3  | Le Lutin du Bois aux Roches  | 11 | C3 | Der Kobold vom Felsenwald         |
| 1956  | 4  | La Pierre de Lune            | 10 | C4 | Der Stein der Weisen              |
| 1957  | 5  | Le Serment des Vikings       | 9  | 10 | Der Schwur der Wikinger           |
| 1957  | 6  | La Source des dieux          | 7  | 11 | Die Quelle der Götter             |
| 1959' | 7  | La Flèche noire              | 8  | 8  | Das Rätsel der schwarzen Pfeile   |
| 1960  | 8  | Le Sire de Montrésor         | 6  | 9  | Der Baron von Schatzstein         |
| 1960  | 9  | La Flûte à six schtroumpfs   | 1  | 1  | Die Schlümpfe und die Zauberflöte |
| 1961  | 10 | La Guerre des sept fontaines | 2  | 2  | Der Streit um die sieben Quellen  |
| 1962  | 11 | L’Anneau des Castellac       | 5  | 3  | Der Ring von Burg Hohenfels       |
| 1964  | 12 | Le Pays maudit               | 3  | 4  | Im verwünschten Land              |
| 1970  | 13 | Le Sortilège de Maltrochu    | 4  | 5  | Der Zauber von Schwarzenfels      |
| 1994  | 14 | La Horde du corbeau          | –  | 6  | Der Rabe des Khans                |
| 1995  | 15 | Les Troubadours de Roc-à-Pic | –  | 7  | Die Troubadoure vom Schmetterhorn |
| 1998  | 16 | La Nuit des sorciers         | –  | 12 | Die Nacht der Zauberer            |
| 2001  | 17 | La Rose des Sables           | –  | 13 | Die Wüstenrose                    |

## Titelübersicht (Originalreihenfolge des Erscheinens)
Die Seitenzahl der Geschichten wird mit p angegeben. Alben erhalten eine Vollnummer, Kurzgeschichten werden mit K gezählt.

### Une Aventure de Johan
1. Le Châtiment de Basenhau (43 p)
Text (Scénario) und Zeichnungen (Dessin): Peyo
- Frz. Magazinveröffentlichung in Spirou 752 (11. September 1952) bis 794 (2. Juli 1953)
- Frz. Albumausgabe bei Dupuis, Marcinelle als Album 1 (Januar 1954), ISBN 2-8001-0095-8
- Dt. Albumausgabe: Basenbergs Racheschwur bei Carlsen, Hamburg, als Johann und Pfiffikus Classic 1 (Februar 1998), Verlagsnummer 01911, ISBN 3-551-01911-8 (roter Buchrücken)
- Dt. Albumausgabe: Basenbergs Racheschwur bei Carlsen, Hamburg, als Johann und Pfiffikus Classic 1 (Februar 1998) als Hardcover-Ausgabe, Verlagsnummer 71017, ISBN 3-551-71017-1
- Dt. Gesamtausgabe Band 1: Bösenbergs Racheschwur, Toonfish, Bielefeld 2011, ISBN 978-3-86869-995-1

2. Le Maître de Roucybeuf (44 p)
Text (Scénario) und Zeichnungen (Dessin): Peyo
- Frz. Magazinveröffentlichung in Spirou 804 (10. September 1953) bis 831 (18. März 1954)
- Frz. Albumausgabe bei Dupuis, Marcinelle als Album 2 (Januar 1954), ISBN 2-8001-0096-6
- Dt. Albumausgabe: Der Herrscher von Burg Eckstein bei Carlsen, Hamburg, als Johann und Pfiffikus Classic 2 (Mai 1998), Verlagsnummer 01912, ISBN 3-551-01912-6 (roter Buchrücken)
- Dt. Albumausgabe: Der Herrscher von Burg Eckstein bei Carlsen, Hamburg, als Johann und Pfiffikus Classic 2 (Mai 1998) als Hardcover-Ausgabe, Verlagsnummer 71018, ISBN 3-551-71018-X
- Dt. Gesamtausgabe Band 1: Der Herr von Burg Eckstein, Toonfish, Bielefeld 2011, ISBN 978-3-86869-995-1

3. Le Lutin du Bois aux Roches (44 p)
Text (Scénario) und Zeichnungen (Dessin): Peyo
- Frz. Magazinveröffentlichung in Spirou 845 (24. Juni 1954) bis 858 (23. September 1954)
- Frz. Albumausgabe bei Dupuis, Marcinelle als Album 3 (Januar 1956), ISBN 2-8001-0097-4
- Dt. Taschenbuchausgabe: Sturm auf die Eulenburg in Fix und Foxi Extra 6 (1970)
- Dt. Albumausgabe: Der Kobold vom Felsenwald bei Carlsen, Reinbek bei Hamburg 1987, als Johann und Pfiffikus 11 (erste Reihe), ISBN 3-551-02041-8 (grüner Buchrücken) – Johann und Pfiffikus 11 enthält außerdem vier Kurzgeschichten (s. u.)
- Dt. Albumausgabe: Der Kobold vom Felsenwald bei Carlsen, Hamburg, als Johann und Pfiffikus Classic 3 (1999), Verlagsnummer 01913, ISBN 3-551-01913-4 (roter Buchrücken; enthält auch mehrere der Kurzgeschichten)
- Dt. Albumausgabe: Der Kobold vom Felsenwald bei Carlsen, Hamburg, als Johann und Pfiffikus Classic 3 (1999) als Hardcover-Ausgabe, Verlagsnummer 71018, ISBN 3-551-71018-X
- Dt. Gesamtausgabe Band 1: Der Kobold aus dem Felsenwald, Toonfish, Bielefeld 2011, ISBN 978-3-86869-995-1

### Une Aventure de Johan et Pirlouit
4. La Pierre de Lune (44 p)
Text (Scénario) und Zeichnungen (Dessin): Peyo
- Frz. Magazinveröffentlichung in Spirou 891 (12. Mai 1955) bis 912 (6. Oktober 1955)
- Frz. Albumausgabe bei Dupuis, Marcinelle als Album 4 (Januar 1956), ISBN 2-8001-0098-2
- Dt. Magazinausgabe: Der Stein der Weisen in Fix und Foxi 17-25 / 16. Jahrgang (1968)
- Dt. Taschenbuchausgabe: Jagd auf Drachenzahn in Fix und Foxi Extra 28 (22. November 1974)
- Dt. Albumausgabe: Der Stein der Weisen bei Carlsen, Reinbek bei Hamburg 1987, als Johann und Pfiffikus 10 (erste Reihe), ISBN 3-551-02040-X (grüner Buchrücken)
- Dt. Albumausgabe: Der Stein der Weisen bei Carlsen, Hamburg, als Johann und Pfiffikus Classic 4 (2001), Verlagsnummer 01914, ISBN 3-551-01914-2 (roter Buchrücken)
- Dt. Albumausgabe: Der Stein der Weisen bei Carlsen, Hamburg, als Johann und Pfiffikus Classic 4 (2001) als Hardcover-Ausgabe, Verlagsnummer 71016, ISBN 3-551-74816-0
- Dt. Gesamtausgabe Band 2: Der Stein der Weisen, Toonfish, Bielefeld 2012, ISBN 978-3-86869-996-8

### Johan et Pirlouit
5. Le Serment des Vikings (44 p)
Text (Scénario) und Zeichnungen (Dessin): Peyo
- Frz. Magazinveröffentlichung in Spirou 920 (1. Dezember 1955) bis 941 (26. April 1956).
- Frz. Albumausgabe bei Dupuis, Marcinelle als Album 5 (Januar 1957), ISBN 2-8001-0099-0
- Dt. Magazinausgabe Der Schwur der Wikinger bei Kauka in Fix und Foxi 18-25 / 18. Jahrgang (1970)
- Dt. Albumausgabe: Schwur der Wikinger bei Kauka als Fix und Foxi Album 17 (1974)
- Dt. Albumausgabe: Der Schwur der Wikinger bei Carlsen, Hamburg, als Johann und Pfiffikus 9 (erste Reihe) (grüner Buchrücken)
- Dt. Albumausgabe: Der Schwur der Wikinger bei Carlsen, Hamburg, als Johann und Pfiffikus 10 (zweite Reihe) (grüner Buchrücken)
- Dt. Gesamtausgabe Band 2: Der Schwur der Wikinger, Toonfish, Bielefeld 2012, ISBN 978-3-86869-996-8

K1. Johan et le dragon vert (4 p)
Text (Scénario) und Zeichnungen (Dessin): Peyo
- Frz. Magazinveröffentlichung in Risque-Tout 2 (1. Dezember 1955)
- Dt. Gesamtausgabe Band 2: Johann und der grüne Drache, Toonfish, Bielefeld 2012, ISBN 978-3-86869-996-8

K2. Enguerran le preux (4 p)
Text (Scénario) und Zeichnungen (Dessin): Peyo
- Frz. Magazinveröffentlichung in Risque-Tout 9 (9. Januar 1956)
- Dt. Magazinausgabe: Ein Angeber geht baden in Pepito 13/1974 (4. Juni 1974)
- Dt. Albumausgabe: Wolfram der Tapfere bei Carlsen, Reinbek bei Hamburg 1987, in: Johann und Pfiffikus 11 (erste Reihe), ISBN 3-551-02041-8 (grüner Buchrücken), S. 48–51.
- Dt. Albumausgabe: Wolfram der Tapfere bei Carlsen, Hamburg, in: Johann und Pfiffikus Classic 3 (1999), S. 48–51, Verlagsnummer 01913, ISBN 3-551-01913-4 (roter Buchrücken)
- Dt. Gesamtausgabe Band 2: Wolfram, der Tapfere, Toonfish, Bielefeld 2012, ISBN 978-3-86869-996-8

K 3. Sortilèges au château (4 p) Text (Scénario) und Zeichnungen (Dessin): Pey
- Frz. Magazinausgabe in Risque-Tout 22 (19. April 1956)
- Dt. Taschenbuchausgabe: Irren ist menschlich in Fix und Foxi Extra 25 (1974)
- Dt. Albumausgabe: Hexenspuk im Schloss bei Carlsen, Reinbek bei Hamburg 1987, in: Johann und Pfiffikus 11 (erste Reihe), ISBN 3-551-02041-8 (grüner Buchrücken), S. 52–55.
- Dt. Albumausgabe: Hexenspuk im Schloss bei Carlsen, Hamburg, in: Johann und Pfiffikus Classic 3 (1999), S. 52–55, Verlagsnummer 01913, ISBN 3-551-01913-4 (roter Buchrücken)
- Dt. Gesamtausgabe Band 2: Hexenspuk im Schloss, Toonfish, Bielefeld 2012, ISBN 978-3-86869-996-8

K 4. À l’Auberge du Pendu (4 p) Text (Scénario) und Zeichnungen (Dessin): Peyo
- Frz. Magazinausgabe in Risque-Tout 25 (10. Mai 1956)
- Dt. Taschenbuchausgabe: Die Herberge des Schreckens in Fix und Foxi Extra 4 (1969)
- Dt. Albumausgabe: Die Herberge zum Gehenkten bei Carlsen, Reinbek bei Hamburg 1987, in: Johann und Pfiffikus 11 (erste Reihe), ISBN 3-551-02041-8 (grüner Buchrücken), S. 56–59.
- Dt. Albumausgabe: Die Herberge zum Gehenkten bei Carlsen, Hamburg, in: Johann und Pfiffikus Classic 3 (1999), S. 56–59, Verlagsnummer 01913, ISBN 3-551-01913-4 (roter Buchrücken)
- Dt. Gesamtausgabe Band 2: Die Herberge zum Gehenkten, Toonfish, Bielefeld 2012, ISBN 978-3-86869-996-8

6. La Source des dieux (44 p)
Text (Scénario) und Zeichnungen (Dessin): Peyo
- Frz. Magazinveröffentlichung in Spirou 951 (5. Juli 1956) bis 971 (22. November 1956).
- Frz. Albumausgabe bei Dupuis, Marcinelle als Album 6 (Januar 1957), ISBN 2-8001-0100-8
- Dt. Taschenbuchausgabe: Die Gruselgrotte in Fix und Foxi Super 39 (1970)
- Dt. Albumausgabe: Die Quelle der Götter bei Carlsen, Hamburg, als Johann und Pfiffikus 7 (erste Reihe) (grüner Buchrücken)
- Dt. Albumausgabe: Die Quelle der Götter bei Carlsen, Hamburg, als Johann und Pfiffikus 11 (zweite Reihe) (grüner Buchrücken)
- Dt. Gesamtausgabe Band 2: Die Quelle der Götter, Toonfish, Bielefeld 2012, ISBN 978-3-86869-996-8

K5. Veillée de Noël (2 p)
Text (Scénario) und Zeichnungen (Dessin): Peyo
- Frz. Magazinveröffentlichung in Spirou 975 (20. Dezember 1956)
- Dt. Gesamtausgabe Band 2: Heiligabend im Schloss, Toonfish, Bielefeld 2012, ISBN 978-3-86869-996-8

7. La Flèche noire (44 p)
Text (Scénario) und Zeichnungen (Dessin): Peyo
- Frz. Magazinveröffentlichung in Spirou 977 (3. Januar 1957) bis 988 (21. März 1957).
- Frz. Albumausgabe bei Dupuis, Marcinelle als Album 7 (Januar 1959), ISBN 2-8001-0101-6
- Dt. Taschenbuchausgabe: Der schwarze Pfeil in Fix und Foxi Super 44 (1971)
- Dt. Albumausgabe: Das Rätsel der schwarzen Pfeile bei Carlsen, Hamburg, als Johann und Pfiffikus 8 (erste Reihe) (grüner Buchrücken)
- Dt. Albumausgabe: Das Rätsel der schwarzen Pfeile bei Carlsen, Hamburg, als Johann und Pfiffikus (ohne Nummer) in Paket Carlsen Confect, Verlagsnummer 73129, ISBN 3-551-73129-2 (grüner Buchrücken)
- Dt. Albumausgabe: Das Rätsel der schwarzen Pfeile bei Carlsen, Hamburg, als Johann und Pfiffikus 8 (zweite Reihe), Verlagsnummer 73214, ISBN 3-551-73214-0 (grüner Buchrücken)
- Dt. Gesamtausgabe Band 3: Das Rätsel der schwarzen Pfeile, Toonfish, Bielefeld 2012, ISBN 978-3-86869-997-5

K6. Les Mille Écus (2,5 p)
Text (Scénario) und Zeichnungen (Dessin): Peyo
- Frz. Magazinveröffentlichung in Spirou 1000 (10. Juni 1957)
- Dt. Taschenbuchausgabe: Hat man da noch Töne in Fix und Foxi Extra 22 (1973)
- Dt. Albumausgabe: Tausend Taler bei Carlsen, Reinbek bei Hamburg 1987, in: Johann und Pfiffikus 11 (erste Reihe), ISBN 3-551-02041-8 (grüner Buchrücken), S. 60–62.
- Dt. Albumausgabe: Tausend Taler bei Carlsen, Hamburg, in: Johann und Pfiffikus Classic 3 (1999), S. 60–62, Verlagsnummer 01913, ISBN 3-551-01913-4 (roter Buchrücken)
- Dt. Gesamtausgabe Band 3: Tausend Taler, Toonfish, Bielefeld 2012, ISBN 978-3-86869-997-5

8. Le Sire de Montrésor (44 p)
Text (Scénario) und Zeichnungen (Dessin): Peyo
- Frz. Magazinveröffentlichung in Spirou 1004 (11. Juli 1957) bis 1044 (17. April 1958)
- Frz. Albumausgabe bei Dupuis, Marcinelle als Album 8 (Januar 1960), ISBN 2-8001-0102-4
- Dt. Magazinausgabe: Der Gefangene von Güldenburg in Fix und Foxi 38-45 / 16. Jahrgang (1968)
- Dt. Albumausgabe: Der Baron von Schatzstein bei Carlsen, Hamburg, als Johann und Pfiffikus 6 (erste Reihe) (grüner Buchrücken)
- Dt. Albumausgabe: Der Baron von Schatzstein bei Carlsen, Hamburg, als Johann und Pfiffikus 9 (zweite Reihe), Verlagsnummer 77239 (grüner Buchrücken)
- Dt. Gesamtausgabe Band 3: Der Baron von Schatzstein, Toonfish, Bielefeld 2012, ISBN 978-3-86869-997-5

K7. Les Anges (2 p)
Text (Scénario) und Zeichnungen (Dessin): Peyo
- Frz. Magazinveröffentlichung in Spirou 1027 (19. Dezember 1957).
- Dt. Magazinveröffentlichung: Die Engel in Comixene 104 (2008)
- Dt. Gesamtausgabe Band 3: Die Engel, Toonfish, Bielefeld 2012, ISBN 978-3-86869-997-5

9. La Flûte à six schtroumpfs (60 p)
Text (Scénario) und Zeichnungen (Dessin): Peyo
- Frz. Magazinveröffentlichung La flûte à six trous in Spirou 1047 (17. April 1958) bis 1086 (5. Februar 1959)
- Frz. Albumausgabe bei Dupuis, Marcinelle als Album 9 (Januar 1960), ISBN 2-8001-0103-2
- Dt. Magazinausgabe: Prinz Edelhart und die Schlümpfe in Fix und Foxi 14-24 / 17. Jahrgang (1969)
- Dt. Albumausgabe: Die Schlümpfe und die Zauberflöte bei Gevacur (Kauka) als Die Schlümpfe Album 2 (7. Januar 1977)
- Dt. Albumausgabe: Die Schlümpfe und die Zauberflöte bei Carlsen, Hamburg, als Johann und Pfiffikus 1 (1979) (erste Reihe) (grüner Buchrücken)
- Dt. Albumausgabe: Die Schlümpfe und die Zauberflöte bei Carlsen, Hamburg, als Johann und Pfiffikus 1 (1994) (zweite Reihe), Verlagsnummer 72231, ISBN 3-551-72231-5 (grüner Buchrücken)
- Dt. Gesamtausgabe Band 3: Die Schlümpfe und die Zauberflöte, Toonfish, Bielefeld 2012, ISBN 978-3-86869-997-5

10. La Guerre des sept fontaines (60 p)
Text (Scénario) und Zeichnungen (Dessin): Peyo
- Frz. Magazinveröffentlichung in Spirou 1094 (2. April 1959) bis 1139 (11. Februar 1960)
- Frz. Albumausgabe bei Dupuis, Marcinelle als Album 10 (Januar 1961), ISBN 2-8001-0104-0
- Dt. Albumausgabe: Der Streit um die sieben Quellen bei Carlsen, Hamburg, als Johann und Pfiffikus 2 (1979) (erste Reihe) (grüner Buchrücken)
- Dt. Albumausgabe: Der Streit um die sieben Quellen bei Carlsen, Hamburg, als Johann und Pfiffikus 2 (1994) (zweite Reihe), Verlagsnummer 77232 (grüner Buchrücken)
- Dt. Gesamtausgabe Band 4: Der Streit um die sieben Quellen, Toonfish, Bielefeld 2012, ISBN 978-3-86869-998-2

K8. (ohne Titel; „gedruckter Zeichentrickfilm“) (2 p)
Text (Scénario) und Zeichnungen (Dessin): Peyo
- Frz. Magazinveröffentlichung in Spirou 1159 (30. Juni 1960)
- Dt. Gesamtausgabe Band 3: (ohne Titel; leicht gekürzt), Toonfish, Bielefeld 2012, ISBN 978-3-86869-997-5

11. L’Anneau des Castellac (60 p)
Text (Scénario) und Zeichnungen (Dessin): Peyo
- Frz. Magazinveröffentlichung in Spirou 1167 (25. August 1960) bis 1201 (20. April 1961)
- Frz. Albumausgabe bei Dupuis, Marcinelle als Album 11 (Januar 1962), ISBN 2-8001-0105-9
- Dt. Taschenbuchausgabe: Falle für den Verräter in Fix und Foxi Super 54 (1972)
- Dt. Albumausgabe: Der Ring von Burg Hohenfels bei Carlsen, Hamburg, als Johann und Pfiffikus 5 (erste Reihe) (grüner Buchrücken)
- Dt. Albumausgabe: Der Ring von Burg Hohenfels bei Carlsen, Hamburg, als Johann und Pfiffikus 3 (zweite Reihe), Verlagsnummer 77233 (grüner Buchrücken)
- Dt. Gesamtausgabe Band 4: Der Ring derer von Hohenfels, Toonfish, Bielefeld 2012, ISBN 978-3-86869-998-2

12. Le Pays maudit (60 p)
Text (Scénario) und Zeichnungen (Dessin): Peyo
- Frz. Magazinveröffentlichung in Spirou 1235 (14. Dezember 1961) bis 1276 (27. September 1962)
- Frz. Albumausgabe bei Dupuis, Marcinelle als Album 12 (Januar 1964), ISBN 2-8001-0106-7
- Dt. Magazinausgabe: Das verwunschene Land in Fix und Foxi 46 / 17. Jahrgang (1969) bis 3 / 18. Jahrgang (1970)
- Dt. Albumausgabe: Im verwünschten Land bei Carlsen, Hamburg, als Johann und Pfiffikus 3 (erste Reihe) (grüner Buchrücken)
- Dt. Albumausgabe: Im verwünschten Land bei Carlsen, Hamburg, als Johann und Pfiffikus 4 (zweite Reihe), Verlagsnummer 77234 (grüner Buchrücken)
- Dt. Gesamtausgabe Band 4: Das verwunschene Land, Toonfish, Bielefeld 2012, ISBN 978-3-86869-998-2

K9. Qu’est ce qu’il dit mais qu’est ce qu’il dit ? (3,5 p) Text (Scénario) und Zeichnungen (Dessin): Peyo
- Frz. Magazinveröffentlichung in Spirou 1354 (26. März 1964)
- Dt. Gesamtausgabe Band 4: QCQDMQCQD?, Toonfish, Bielefeld 2012, ISBN 978-3-86869-998-2

13. Le Sortilège de Maltrochu (60 p)
Text (Scénario) und Zeichnungen (Dessin): Peyo
- Frz. Magazinveröffentlichung in Spirou 1548 (14. Dezember 1967) bis 1571 (23. Mai 1968)
- Frz. Magazinveröffentlichung (2ème Episode) in Spirou  1641 (25. September 1969) bis 1661 (12. Februar 1970)
- Frz. Albumausgabe bei Dupuis, Marcinelle als Album 13 (Januar 1970), ISBN 2-8001-0107-5
- Dt. Taschenbuchausgabe: Der Zaubertrank in Fix und Foxi Extra 20 (1972)
- Dt. Albumausgabe: Der Zauber von Schwarzenfels bei Carlsen, Hamburg, als Johann und Pfiffikus 4 (erste Reihe) (grüner Buchrücken)
- Dt. Albumausgabe: Der Zauber von Schwarzenfels bei Carlsen, Hamburg, als Johann und Pfiffikus 5 (1995) (zweite Reihe), Verlagsnummer 72235, ISBN 3-551-72235-8 (grüner Buchrücken)
- Dt. Gesamtausgabe Band 4: Der Hexenbann von Habichtstein, Toonfish, Bielefeld 2012, ISBN 978-3-86869-998-2

K10. (Gag-Strip mit Attila, dem sprechenden Hund von Derib) (0,25 p)
Text (Scénario) und Zeichnungen (Dessin): Peyo
- Frz. Magazinveröffentlichung in Spirou 1682 (1970)
- Dt. Gesamtausgabe Band 4: (ohne Titel), Toonfish, Bielefeld 2012, ISBN 978-3-86869-998-2

K 11. L’Étoile de Noël (3 p)
Text (Scénario) und Zeichnungen (Dessin): Peyo
- Frz. Magazinveröffentlichung in Spirou 2071 (22. Dezember 1977)
- Dt. Gesamtausgabe Band 4: Der Weihnachtsstern, Toonfish, Bielefeld 2012, ISBN 978-3-86869-998-2

14. La Horde du Corbeau (46 p)
Text (Scénario): Thierry Culliford und Yvan Delporte, Zeichnungen (Dessin): Alain Maury
- Frz. Albumausgabe bei LeLombard, Bruxelles als Album 14 (Januar 1994), ISBN 2-8036-1056-6
- Dt. Albumausgabe: Der Rabe des Khans bei Carlsen, Hamburg 1995, als Johann und Pfiffikus 6 (1995) (zweite Reihe), Verlagsnummer 72236, ISBN 3-551-72236-6 (grüner Buchrücken)
- Dt. Gesamtausgabe Band 5: Der Rabe des Khans, Toonfish, Bielefeld 2012, ISBN 978-3-86869-999-9

15. Les Troubadours de Roc-à-Pic (46 p)
Text (Scénario): Thierry Culliford und Yvan Delporte, Zeichnungen (Dessin): Alain Maury
- Frz. Albumausgabe bei LeLombard, Bruxelles als Album 15 (Januar 1995), ISBN 2-8036-1162-7
- Dt. Albumausgabe: Die Troubadoure vom Schmetterhorn bei Carlsen, Hamburg 1996, als Johann und Pfiffikus 7 (zweite Reihe), Verlagsnummer 72237 (grüner Buchrücken)
- Dt. Gesamtausgabe Band 5: Die Troubadoure von Schmetterhorn, Toonfish, Bielefeld 2012, ISBN 978-3-86869-999-9

16. La Nuit des sorciers (46 p)
Text (Scénario): Thierry Culliford und Yvan Delporte, Zeichnungen (Dessin): Alain Maury
- Frz. Albumausgabe bei LeLombard, Bruxelles als Album 16 (Mai 1998), ISBN 2-8036-1271-2
- Dt. Albumausgabe: Die Nacht der Zauberer bei Carlsen, Hamburg 1998, als Johann und Pfiffikus 12 (zweite Reihe) (grüner Buchrücken)
- Dt. Gesamtausgabe Band 5: Die Nacht der Zauberer, Toonfish, Bielefeld 2012, ISBN 978-3-86869-999-9

17. La Rose des sables (46 p)
Text (Scénario): Thierry Culliford und Luc Parthoens, Zeichnungen (Dessin): Alain Maury und Ludo Borecki
- Frz. Albumausgabe bei LeLombard, Bruxelles als Album 17 (Mai 2001), ISBN 2-8036-1680-7
- Dt. Albumausgabe: Die Wüstenrose bei Carlsen, Hamburg 2002, als Johann und Pfiffikus 13 (zweite Reihe), Verlagsnummer 72657, ISBN 3-551-72657-4 (grüner Buchrücken)
- Dt. Gesamtausgabe Band 5: Die Wüstenrose, Toonfish, Bielefeld 2012, ISBN 978-3-86869-999-9

## Merchandising
1959 erstellte Dupuis erstmals eine Pfiffikus-Figur, der sich einige Jahre später eine Johann-Figur anschloss. In den 1970er Jahren brachten die Firmen Bully und Schleich in ihrer Serie von Schlumpf-Figuren auch Johann und Pfiffikus-Figuren heraus, wie z. B. Pfiffikus (1974), Bully-Bestellnummer 20499. 1991 erschien ein Pin mit Johann und Pfiffikus.

## Verfilmungen
- Die Schlümpfe und die Zauberflöte (La Flûte à six schtroumpfs, Frankreich/Belgien 1975). Zeichentrickfilm nach dem gleichnamigen Comicalbum. Drehbuchautor war Yvan Delporte[2]. Die deutsche Kino-Premiere fand am 7. Oktober 1976 statt.

- Johann und Peewit in Schlumpfhausen (USA 1981–1990)

Pro7 sendete die 16 Folgen der Zeichentrickserie Die Schlümpfe der Hanna Barbera-Studios als eigene TV-Serie „Johann und Peewit in Schlumpfhausen“ (Erstausstrahlung Pro7, 25. November 1995 bis 16. März 1996, jeweils Samstag 8:30). Als Vorspann fungierte das Intro der Fernsehserie Die Schlümpfe.
Auch in anderen Ländern wurden diese Folgen als eigenständige Serie gesendet, unter anderem in Frankreich und den Niederlanden, aber mit eigenem Vorspann mit Titellied.

## Johann und Pfiffikus in anderen Comics
In Peyos Comicserie Benni Bärenstark hat Johann zwei Gastauftritte, ohne namentlich erwähnt zu werden: Im 8. Album Hold-up sur pellicule (dt. Bennis großer Auftritt) checkt Johann in einem Luxushotel ein (p. 26 [Seite 28], Zeile 3, Panel 2 und 3). Im 9. Album L’Île de la désunion (dt. Auf Benni kommt es an) ist Johann in einem Zeitungsartikel mit Bild zu sehen (p. 21 [Seite 23], Zeile 1, Panel 2).
In Les Schtroumpfeurs de flûte, einem 28 Seiten langen Prequel zu Die Schlümpfe und die Zauberflöte, erschienen 2008 anlässlich des 50. „Geburtstages“ der Schlümpfe, wird erzählt, wie die besagte Flöte in die Welt der Menschen geriet. Gegen Ende treten kurz auch Johann und Pfiffikus auf. (Dt. Ausgabe bei Toonfish unter dem Titel Das Geheimnis der Zauberflöte als Heft zum Gratis-Comictag 2011.)
In dem Sonderband Der Schlumpf, der vom Himmel fiel von Tebo, erschienen 2023 bei Toonfish, taucht ein unbekannter Schlumpf ohne Gedächtnis im Schlumpfdorf auf. Am Ende stellt sich heraus, dass es sich dabei um den verwandelten Pfiffikus handelt (Seite 36, Panel 7).